# لبراهمة (أولاد زيان)
لبراهمة هو دُوَّار يقع بجماعة بني وكيل، إقليم الفقيه بن صالح، جهة بني ملال خنيفرة في المملكة المغربية. ينتمي الدوّار لمشيخة أولاد زيان التي تضم 9 دواوير. يقدر عدد سكانه بـ 502 نسمة حسب الإحصاء الرسمي للسكان والسكنى لسنة 2004.

## روابط خارجية
- البوابة الوطنية للجماعات الترابية نسخة محفوظة 12 مارس 2018 على موقع واي باك مشين.
- المندوبية السامية للتخطيط